# Udo R. Follert
Udo Rainer Follert (* 3. Januar 1943 in Bad Köstritz) ist ein deutscher Kirchenmusiker. Er war von 1987 bis 2008 Landeskirchenmusikdirektor der Evangelischen Kirche der Pfalz.

## Ausbildung
Als Schüler erhielt Follert ersten Unterricht im Klavier-, Orgel- und Violoncellospiel. Nach der Oberschule absolvierte Follert eine Ausbildung als Kantor-Katechet an der Thüringer Kirchenmusikschule. 1961 wechselte er in den Westen und begann ein Studium an der Robert Schumann Hochschule Düsseldorf bei Gerhard Schwarz, Hartmut Schmidt, Jürg Baur und Almut Rößler. Nach dem B-Examen 1963 setzte er seine Studien u. a. bei Michael Schneider und Wolfgang Stockmeier fort und legte 1967 sein A-Examen ab. 1970 folgten das Diplom für künstlerisches Orgelspiel und Dirigieren.

## Musikalisches Wirken
Von 1967 bis 1984 war er in der Evangelischen Kirchengemeinde in Leichlingen (Rheinland) tätig. Für drei Jahre wechselte er dann nach Halle in Westfalen. Von 1987 bis 2008 war er Landeskirchenmusikdirektor der Evangelischen Kirche der Pfalz und leitete dort die Pfälzische Singgemeinde und Pfälzische Singakademie (beides Neugründungen) und die Corona Palatina (Orchester der Pfälzischen Landeskirche) – zeitweise auch die Evangelische Jugendkantorei der Pfalz – bei zahlreichen Konzerten und Konzertreisen.
Er initiierte die Gründung der Internationalen Draeseke-Gesellschaft und war Dozent für Partiturspiel an der Hochschule für Musik in Heidelberg.

## Tondokumente
- 1973: Bach, Weihnachtsoratorium – Leichlinger Kantorei
- 1974: Schütz, Weihnachtshistorie – Leichlinger Kantorei
- 1975: Leichlinger Bläserweihnacht – Leichlinger Kantorei/ Bläserchor
- Distler, Choralpassion – Leichlinger Kantorei
- 1976: Bach, H-moll-Messe – Leichlinger Kantorei
- 1983: Draeseke, Requiem Op. 22 – Leichlinger Kantorei
- 1985: Draeseke/ Kiel, Motetten – Ravensberger Kammerchor
- Draeseke, Messe Op. 84 – Leichlinger Kantorei
- 1990: Draeseke, Christus-Mysterium – Evangelische Jugendkantorei der Pfalz und
- Heilbronner Vokalensemble auf CD